# ماهواره سنجش از دور اروپا

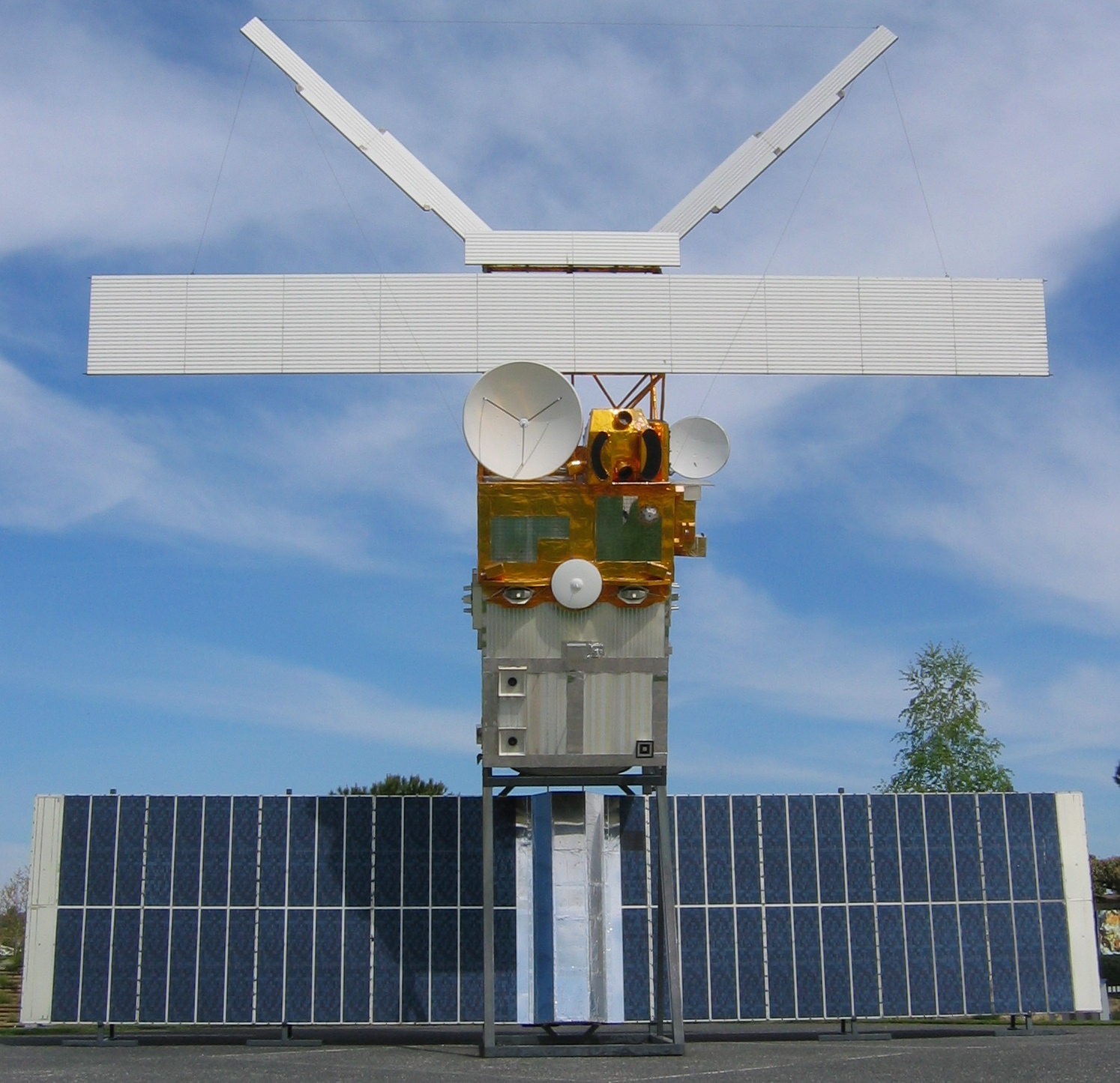
مدل ماهوارهٔ ای‌آراِس-۲

ماهوارهٔ سنجش از دور اروپا (انگلیسی: European Remote-Sensing Satellite) که یه اختصار ای‌آراِس (ERS) نامیده می‌شود، نخستین ماهوارهٔ دیدبانی زمین از برنامهٔ سازمان فضایی اروپا جهت استفاده در مدار قطب‌آهنگ بود.
نخستین ماهواره در ۱۷ ژوئیهٔ ۱۹۹۱ در مدار خورشیدآهنگ با ارتفاع ۷۸۲ تا ۷۸۵ کیلومتر قرار گرفت.

## ای‌آراس-۱

### ابزارها
ماهواره ای‌آراس-۱ مجموعه‌ای از ابزارهای دیدبانی زمین را به منظور جمع‌آوری اطلاعات از سطح زمین (خشکی، آب، یخ و جو زمین) با خود حمل می‌کرد که این ابزارها به فناوری‌های زیر مجهز بودند:
- ارتفاع‌سنج راداری (RA) که نوعی آلتیمتر راداری تک‌فرکانسه است و از باند کی‌یو استفاده می‌کند.
- ATSR-1 که رادیومتر فروسرخ و ریزموج ۴ کاناله است و برای اندازه‌گیری دمای سطح دریا و قسمت بالایی ابرها به‌کار گرفته می‌شود.
- رادار دهانه ترکیبی (SAR) که با استفاده از باند سی می‌تواند تغییرات ارتفاعی سطوح را با دقت میلی‌متر اندازه‌گیری نماید.
- ابزار اندازه‌گیری انتشار باد که به منظور محاسبه اطلاعات سرعت و جهت باد به‌کار می‌رود.
- رادیومتر ریزموج (MWR) که برای اندازه‌گیری میزان آب موجود در جو زمین به‌کار می‌رود.

## ای‌آراس-۲
ای‌آراس-۲ در ۲۱ آوریل ۱۹۹۵ توسط راکت آریان ۴ از پایگاه فضایی گویان در گویان فرانسه به فضا پرتاب شد. این ماهواره تجهیزات بیشتری نسبت به ای‌آراس-۱ داشت که امکان سنجش پیشرفته‌تر را برای آن فراهم می‌ساخت. این ابزارها عبارتند از:
- آزمایش جهانی پایش ازون (GOME) که برای پایش نور فرابنفش و طیف‌سنجی نور مرئی به کار می‌رود.
- ATSR-2 که شامل سه باند از طیف مرئی نور جهت پایش سبزینه و پوشش گیاهی است.